# Чао (фильм)
«Чао» (англ. Ciao) — фильм-драма режиссёра Йена Тана, короткая история романтических отношений двух мужчин, которых свела вместе внезапная смерть их общего друга.

## Сюжет
Действие происходит в Далласе. Бойфренд Джеффа по имени Марк погибает в автомобильной катастрофе. Джефф, информируя друзей Марка о кончине, проверяет его электронную почту и отвечает на послания. Так он обнаруживает, что погибший друг вёл переписку с итальянцем по имени Андреа, который собирался навестить Марка в Техасе. Джефф уговаривает Андреа не менять планы и всё-таки приехать на уикенд в США. В центре сюжета фильма отношения этих двух случайных знакомых, которых свела общая беда. Джефф и Андреа проводят вместе несколько дней в основном за разговорами о Марке. Боль от потери человека, которого они оба любили, быстро сближает их друг с другом. Между ними возникает привязанность. Но память о Марке рождает и чувство вины и делает невозможным продолжение каких-либо отношений. Андреа уезжает домой, но приглашает Джеффа в Геную.

## В ролях
| Актёр             | Роль       |
| ----------------- | ---------- |
| Адам Нил Смит     | Джефф      |
| Джон С. Боулс     | отец Марка |
| Алессандро Кальца | Андреа     |